# 밀회 (1965년 영화)
"밀회"는 1965년 공개된 대한민국의 영화이다.

## 배역
- 신성일
- 김지미
- 장동휘
- 태현실
- 최남현